# Ковалево-Поморске (гмина)
Ковалево-Поморске (пол. Kowalewo Pomorskie)—гмина (волость) в Польше, входит как административная единица в Голюбско-добжинский повет, Куявско-Поморское воеводство. Население — 11 396 человек (на 2004 год).

## Соседние гмины
1. Гмина Хелмжа
2. Гмина Цехоцин
3. Гмина Дембова-Лонка
4. Гмина Голюб-Добжинь
5. Гмина Любич
6. Гмина Лысомице
7. Гмина Вомбжезьно